# Hôtel de ville d'Albany
L’Hôtel de ville d’Albany (Albany City Hall) est le siège du gouvernement de la ville d'Albany, capitale de l'État de New York, aux États-Unis. Il abrite le bureau du maire, la chambre du Conseil de la commune, les tribunaux municipaux et divers services de la municipalité.
Le bâtiment actuel a été conçu par Henry Hobson Richardson dans un style roman très personnel.